# ОШ „Лела Поповић” Миљковац
ОШ „Лела Поповић” у Миљковцу је једна од установа основног образовања на територији градске општине Црвени Крст града Ниша.
Школа носи име Јелене Леле Поповић, учитељице и борца против фашизма у време Другог светског рата.
Kао самостална установа школа је почела са радом 1972. године. Поред матичне школе постоје и издвојена одељења у местима Паљина, Веле Поље, Палиграце и Кравље, као и издвојено одељење у Kазнено-поправном заводу у Нишу.
Наставу данас похађа око 120 ученика. Страни језици који се уче у школи су руски и енглески језик. У склопу ваннаставних активности организован је рад секција: еколошка, драмско-рецитаторска и саобраћајна секција